# Olha Zubarjeva
Olha Zubarjeva, född den 27 januari 1958 i Tasjkent, Uzbekistan, är en sovjetisk handbollsspelare.
Hon tog OS-guld i damernas turnering i samband med de olympiska handbollstävlingarna 1980 i Moskva.